# Autoroute ABC

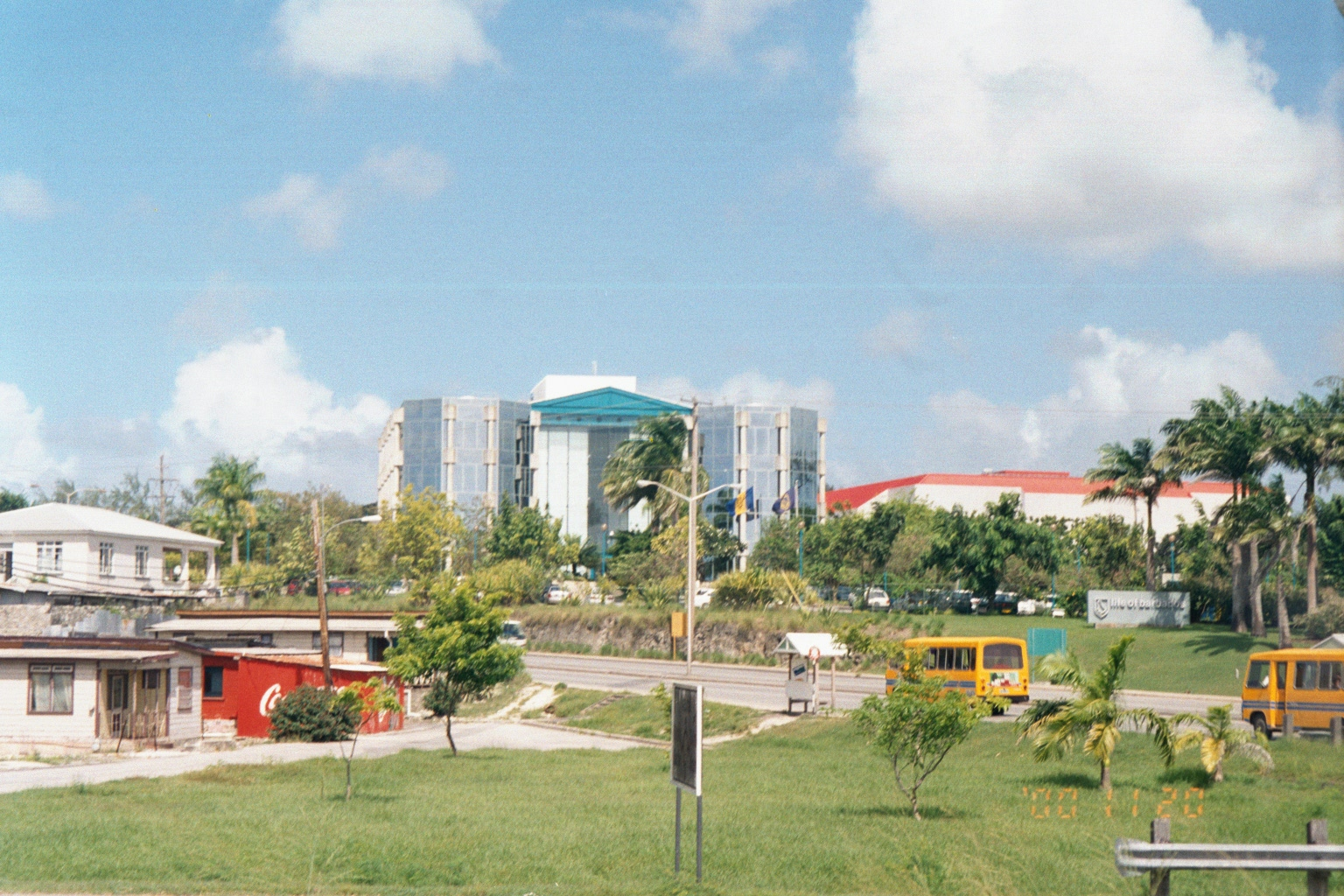
L'autoroute ABC près du carrefour giratoire Garfield Sobers

L'autoroute ABC (ABC Highway en anglais) est l'autoroute urbaine principale en Barbade. Elle a été inaugurée en 1989 et est nommée en l'honneur de trois politiciens : Tom Adams, Errol Barrow et Hugh Gordon Cummins. Elle consiste en des sections à deux voies et des sections à voie rapide avec plusieurs intersections à niveau, surtout des carrefours giratoires.